# وزغ‌ماهیان
وَزَغ‌ماهیان (Batrachoididae) خانواده‌ای از ماهیان هستند.
از مهمترین گونه از این خانواده در خلیج فارس، می‌توان به گونه وزغ‌ماهی (Austrobatrahus dussumieri) اشاره نمود.
این ماهی از گونه ماهیان سمی می‌باشد، که پراکنش آن‌ها درخلیج فارس، دریای عمان، آنگولا، آفریقا، آتلانتیک، شمال اقیانوس هند ومجمع‌الجزایر می‌باشند.
دانشمندان کشف کرده‌اند که وزغ‌ماهیان برای جلب توجه جفت خود «آواز می‌خوانند».